# سنوات تحت الرماد (مسلسل)
سنوات تحت الرماد هو مسلسل تلفزيوني عراقي عرض في عام 2011 .

## الممثلون
- زهرة الربيعي
- أحمد طعمة التميمي
- إحسان دعدوش
- إياد الطائي
- سعد محسن
- سمر محمد
- إيناس طالب
- كريم محسن
- كاظم القريشي
- سولاف جليل
- آسيا كمال
- حكيم جاسم